# Nico Toff
Nico Toff (* 1. Dezember 1988 in Klagenfurt) ist ein ehemaliger österreichischer Eishockeyspieler, der zwischen 2002 und 2012 beim EC Villacher SV unter Vertrag stand. Im Laufe seiner Karriere absolvierte er 264 Spiele in der Erste Bank Eishockey Liga.

## Karriere
Toff begann seine Karriere beim EC KAC, wechselte aber schon mit 14 Jahren zum Lokalrivalen EC VSV. Dort kam er im Alter von 17 Jahren zu seinem Bundesliga-Debüt und konnte sich darauf in der Herrenmannschaft etablieren. Er stand auch in der letzten Meistersaison des VSV (2005/06) erstmals im Bundesliga-Kader, kam jedoch nur zu zwei Einsätzen. Dafür war er maßgeblich daran beteiligt, dass die U20-Mannschaft des VSV zweimal hintereinander die Österreichische Jugendmeisterschaft gewinnen konnte. Mit der Herrenmannschaft des EC VSV konnte er in den Saisons 2007 bis 2010 jeweils nur das Viertelfinale der Playoffs erreichen und erzielte insgesamt 37 Scorerpunkte. Aufgrund von zahlreichen Verletzungen musste er in diesen Jahren auch längere Spielpausen einlegen. In der Saison 2010/2011 erzielte Toff an der Seite von Roland Kaspitz zwei Tore im entscheidenden Playoff-Viertelfinalspiel gegen die Black Wings Linz und verhalf dem EC VSV nach vier Jahren erneut in das EBEL-Halbfinale. Im Halbfinale schied die Mannschaft gegen Lokalrivalen EC KAC aus. Nachdem er in der Spielzeit 2011/12 seinen Stammplatz in der Erstligamannschaft der Kärntner verloren hatte und teilweise nur in der zweiten Mannschaft eingesetzt worden war, wurde er zu den Playoffs vom Nationalligisten ATSE Graz verpflichtet, mit dem er das Playoff-Finale erreichte, das gegen den HC Innsbruck verloren wurde. Nach der Spielsaison 2012 gab Toff sein Karriereende bekannt, um künftig im Polizeidienst tätig zu werden. Anschließend war er von 2012 bis 2014 beim Tiroler SV Silz und von 2015 bis 2017 beim viertklassigen EV Krems aktiv.

### International
Im Nachwuchsbereich spielte Toff mit der österreichischen U18-Auswahl bei den Weltmeisterschaften 2005 und 2006 in der Division I. Mit der U20-Nationalmannschaft der Alpenländler war er bei den Weltmeisterschaften 2008, als er mit neun Assists bester Vorlagengeber des Turniers war, und 2009 ebenfalls in der Division I.
Toff debütierte am 8. April 2009 bei der 1:3-Niederlage im Freundschaftsspiel gegen Russland in Innsbruck im österreichischen A-Nationalteam. Noch im selben Jahr wurde er für den Polesie Cup in Belarus nominiert, wo die Nationalmannschaft den dritten Platz belegte. Bis 2012 wurde er für insgesamt 7 Länderspiele nominiert und erzielte dabei 3 Scorerpunkte.

## Erfolge und Auszeichnungen
- 2006 Österreichischer Meister mit dem EC VSV
- 2007 Österreichischer Jugendmeister mit dem EC VSV
- 2008 Österreichischer Jugendmeister mit dem EC VSV
- 2008 Bester Vorlagengeber der U20-Junioren-Weltmeisterschaft Division I, Gruppe A